# Estría terminal
La estría terminal es una estructura del cerebro que consiste en una banda de fibras que discurren a lo largo del margen lateral de la superficie ventricular del tálamo. Sirviendo como la mayor vía eferente de la amígdala cerebral, la stria terminalis discurre desde su división corticomedial al núcleo ventromedial del hipotálamo.

## Anatomía
La estría terminal cubre la vena talamoestriada, marcando la línea de separación entre el tálamo y el núcleo caudado, como puede apreciarse a partir de disecciones gruesas de los ventrículos del cerebro, en vista superior. 
La estría terminal se extiende desde la región del foramen interventricular al cuerno temporal del ventrículo lateral y las áreas talámicas del cerebro. También lleva fibras que se proyectan desde estas áreas de vuelta a la amígdala. 

## Funciones
Participa en las respuestas al estrés y la ansiedad. 
La estría terminal también parece indicar la identidad sexual y en particular, la teoría de la «esencia femenina» de la transexualidad. Algunos estudios parecen indicar que las mujeres transexuales —mujeres nacidas con cuerpo masculino, pero que se sienten mujeres— tienen una proliferación celular de tipo normativo femenino en el núcleo del lecho de la estría terminal, mientras que en el caso de los hombres transexuales —hombres nacidos con cuerpo femenino, pero que se sienten hombres— tienen una proliferación celular de tipo normativo masculino. Se piensa que está mediado por niveles bajos o excesivos de andrógenos in utero y en el neonato.

## Imágenes

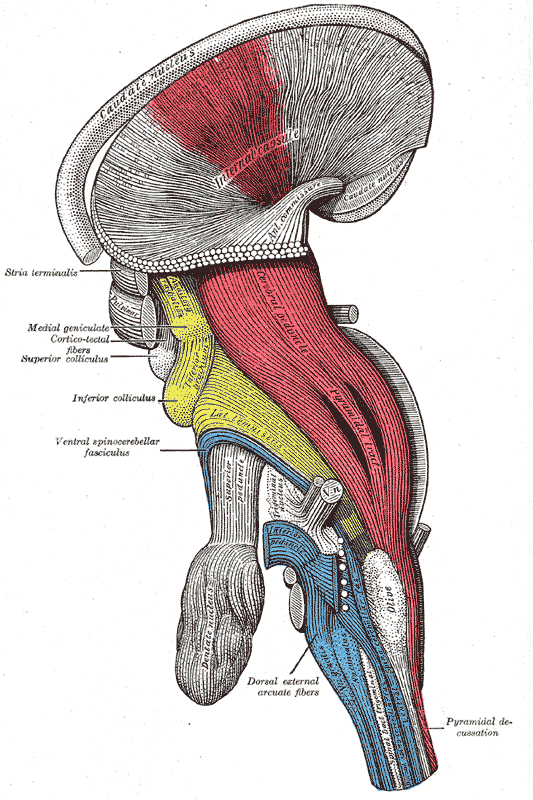
Disección profunda del tallo cerebral. Vista lateral.
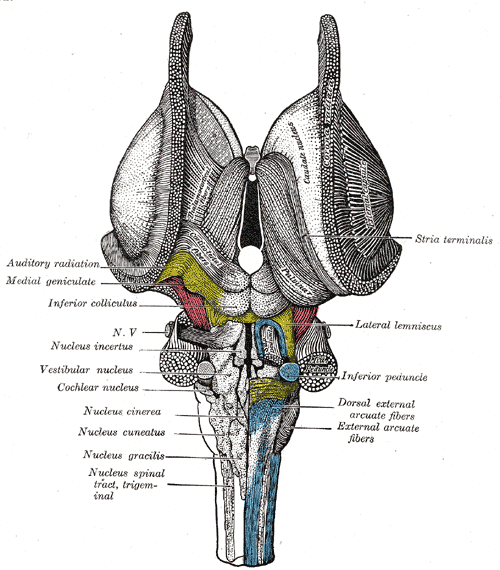
Disección del tallo cerebral. Vista dorsal.
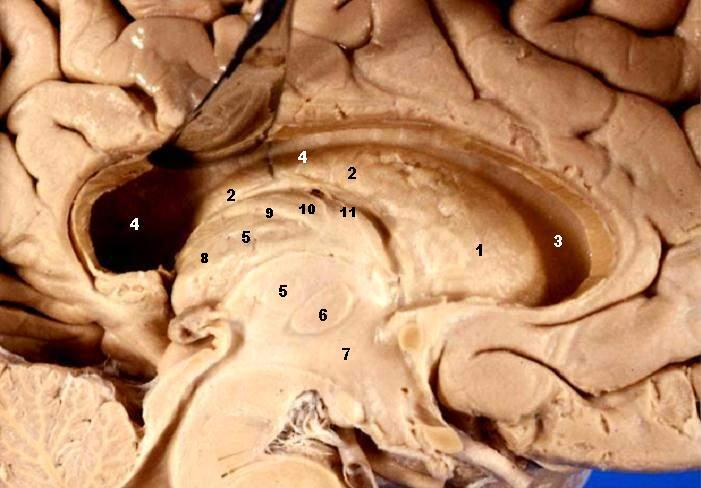
Hemisferio cerebral izquierdo humano diseccionado en vista media sagital. El número 11 corresponde con la estría terminal